# Victor Frederick Foley
Victor Frederick Foley SM (ur. 17 czerwca 1909 w Sandgate, zm. 12 stycznia 1987) – angielski duchowny rzymskokatolicki, marista, misjonarz, biskup, wikariusz apostolski Fidżi i arcybiskup Suvy.

## Biografia
Victor Frederick Foley urodził się 17 czerwca 1909 w Sandgate w Wielkiej Brytanii. 7 czerwca 1936 otrzymał święcenia prezbiteriatu i został kapłanem Towarzystwa Maryi (marystów).
11 maja 1944 papież Pius XII mianował go wikariuszem apostolskim Fidżi oraz biskupem tytularnym Petinessusu. 6 sierpnia 1944 przyjął sakrę biskupią z rąk wikariusza apostolskiego Archipelagu Nawigatorów Josepha Darnanda SM. Współkonsekratorami byli wikariusz apostolski Północnych Wysp Salomona Thomas James Wade SM oraz wikariusz apostolski Nowej Kaledonii Edoardo Bresson SM.
Jako ojciec soborowy wziął udział w soborze watykańskim II (z wyjątkiem trzeciej sesji). 21 czerwca 1966 jego wikariat apostolski został podniesiony do rangi archidiecezji. Tym samym bp Foley został pierwszym arcybiskupem Suvy. 1 stycznia 1967 zrezygnował z katedry i otrzymał arcybiskupstwo tytularne Gortyny. Zmarł 12 stycznia 1987.